# Steven Pirika Kama
Steven Pirika Kama (morto em 20 de fevereiro de 2016) foi um político papuásio que representou a circunscrição de Bougainville do Sul no Parlamento Nacional da Papua-Nova Guiné. Kama foi membro efetivo do parlamento nacional, assim como o ministro assistindo o primeiro-ministro dos assuntos constitucionais, no momento da sua morte, em fevereiro de 2016. Ele já havia servido como ministro nacional para os assuntos de Bouganville.
Kama, um membro do Partido do Recurso Unido dentro do governo de coalizão, se juntou ao parlamento nacional em 2008, representando o eleitorado de Bougainville do Sul na Região Autônoma de Bougainville. Ele foi nomeado como o ministro das relações de Bouganville até 2016. No início de 2016, Kama foi transferido como o ministro assistindo o primeiro-ministro dos assuntos constitucionais, como parte de uma remodelação do gabinete do primeiro-ministro Peter O'Neill.
Kama morreu ao se submeter a tratamento médico em um hospital em Manila, Filipinas, no dia 20 de fevereiro de 2016, na sequência de uma doença de longa duração. Ele foi o terceiro membro efetivo do parlamento nacional para morrer no escritório nos últimos anos, após a morte do primeiro-ministro de Angoram Ludwig Schulze, que morreu em 2013, e primeiro-ministro de Goilala Daniel Mona em 2015.